# Peucedanum serotinum
Peucedanum serotinum är en flockblommig växtart som beskrevs av Christiaan Hendrik Persoon. Peucedanum serotinum ingår i släktet siljor, och familjen flockblommiga växter. Inga underarter finns listade i Catalogue of Life.